# Алон, Азария

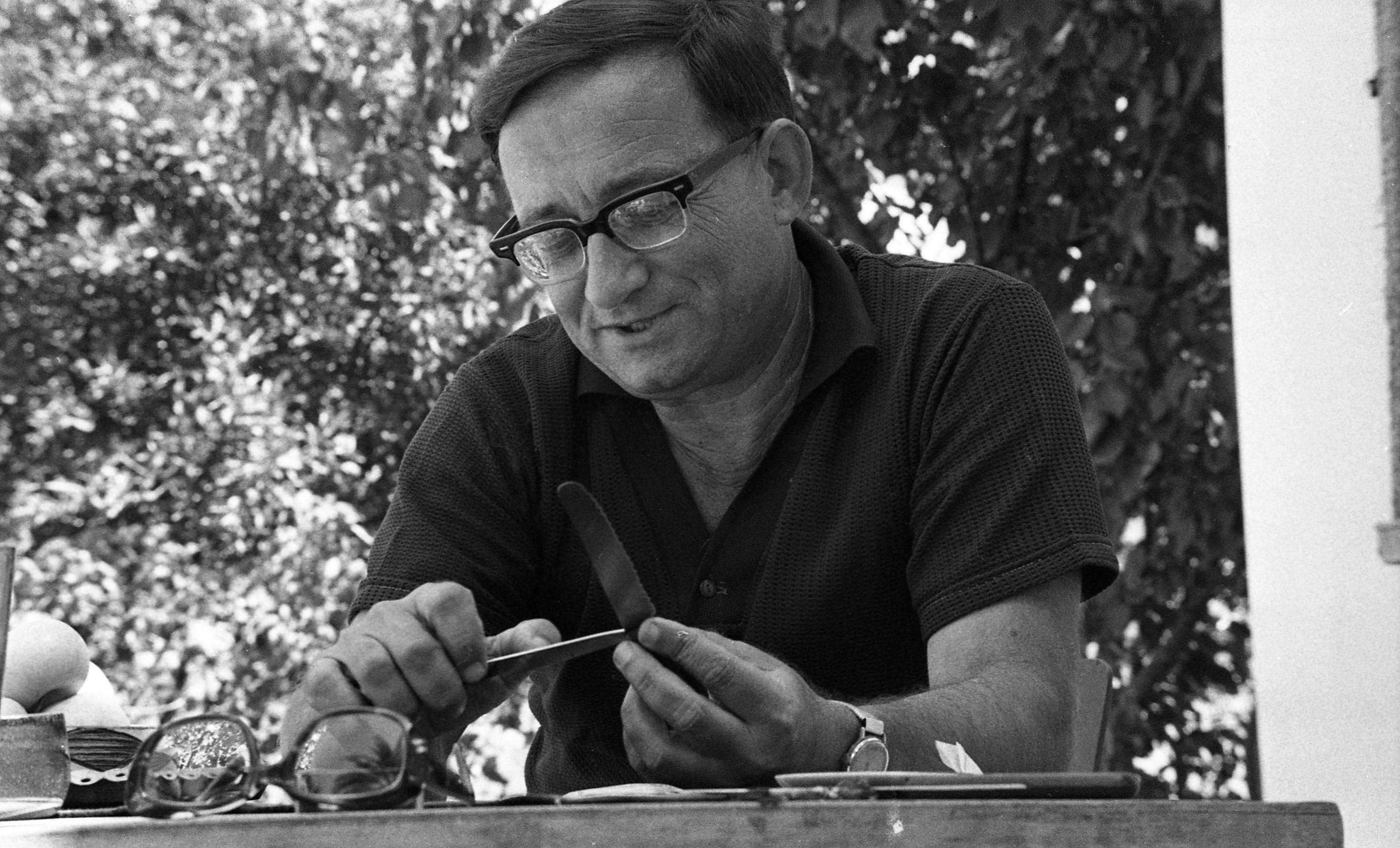
Алон, 1969

Азария Алон (15 ноября 1918, Кутузово, Украина — 19 января 2014, Бейт-ха-Шита, Израиль) — общественный деятель, писатель, ведущий радиопрограммы о природе Израиля, основатель Израильского общества охраны природы, лауреат государственной премии Израиля.

## Биография
Родился на Украине в семье Хаима и Сары Козировских. Приехал в Эрец-Исраэль в 1925 году с матерью и братьями, поселился в мошаве Кфар Йехескель в Изреельской долине. Его отец был арестован в 1924 году и провёл девять лет в сибирских лагерях. В 1932, после возвращения отца, семья переехала в Кирьят-Хаим. В 1936 окончил школу, в 1938 вернулся в Изреельскую долину и стал кибуцником в кибуце Бейт-ха-Шита, где и жил до самой смерти. Много путешествовал, в том числе по запретным территориям, за что арестовывался Британскими властями. В 1944 году во время путешествия на Хермон, был задержан Сирийскими властями, после суда был приговорён к штрафу. Участвовал в войне за независимость.
Стоял у истоков движения по созданию заповедников на территории Израиля, в 1953 году был одним из основателей Общества охраны природы Израиля. Много лет работал экскурсоводом и проводником в путешествиях по Израилю, был председателем общества охраны природы и занимался общественной деятельностью по защите и сохранению природы Израиля.
В 1980 году совместно с Израильским обществом охраны природы, Амоцом Захави и Йоавом Саги получил Премию Израиля за особые заслуги перед обществом и государством в области охраны окружающей среды.
С 1992 года преподавал на факультете археологии в Технионе.
В 2012 году стал обладателем Государственной премии Израиля за особые заслуги перед государством и обществом.
Жена Рут Алон, отец четверых детей.

## Деятельность
Первая книга о природе Израиля была опубликована в 1955 году, с тех пор вышло несколько десятков его книг. Также был редактором энциклопедии «Животные и растения Израиля», которая вышла в 1983—1984 годах. Писал также книги о природе для детей.
В 1959 году начал вести передачу о природе на радио «Коль Исраэль», и вёл её более пятидесяти лет. Занесён в книгу рекордов Гиннесса как радиоведущий с самым большим стажем.

## Награды
- 1966 — Премия Управления телерадиовещания за радиопрограмму «Ноф Арцейну»[8]
- 1977 — Премия Цимермана /פרס צימרמן לאיכות הסביבה
- 1980 — Государственная премия Израиля
- 1984 — Премия председателя Кнессета за охрану окружающей среды.
- 1987 — член Global 500[англ.]
- 1991 — Почётный доктор Института Вейцмана.
- 1994 — Премия Игаля Алона
- 2008 — Награда министерства Охраны окружающей среды.[9]
- 2009 — Премия Прата в области журналистики об охране окружающей среды[10].
- 2009 — «Золотой микрофон»
- 2010 — Премия Герцеля от муниципалитета Герцлии.
- 2011 — Почётный доктор университета Бен-Гуриона в Негеве.
- 2012 — Государственная премия Израиля за заслуги перед государством и обществом.